# Xiềng Khọ
Xiềng Khọ (tiếng Lào: ເມືອງຊຽງຄໍ້; chuyển tự: Xiengkhor, Xiangkho hoặc Xiengkho) là một huyện trực thuộc tỉnh Hủa Phăn của Lào.
Sử người Việt xưa gọi địa danh này là Trình Cố

## Vị trí địa lý
Xiềng Khọ nằm ở phía Bắc tỉnh Hủa Phăn, các mặt phía Bắc tiếp giáp tỉnh Sơn La (các huyện Yên Châu, Mai Sơn, Sông Mã) của Việt Nam. Các mặt còn lại giáp các huyện và thị xã cùng tỉnh là: Muang Et ở phía Tây, Sầm Nưa ở phía Nam, Viêng Xay ở phía Đông Nam, và Sop Bao ở phía Đông. Xiềng Khọ là một huyện miền núi. Sông Mã chảy từ Sơn La Việt Nam cắt ngang qua huyện, chia huyện thành hai nửa bắc và nam, rồi để lại chảy về phía tỉnh Thanh Hóa Việt Nam.

## Lịch sử
Huyện Xiềng Khọ, trước gồm cả các phần đất thuộc 2 huyện Muang Et và Sop Bao. Xiềng Khọ vào thế kỷ 19 thuộc đất huyện Trình Cố phủ Trấn Man tỉnh Thanh Hóa nước Đại Nam (nhà Nguyễn Việt Nam).
Theo Đại Việt địa dư toàn biên của Nguyễn Văn Siêu thì huyện Trình Cố đầu thế kỷ 15 là một trong 7 mán của sứ Mang Hổ nước Ai Lao, là vùng đất thần phục Đại Việt, từ trước triều Hậu Lê, cứ 3 năm một lần lại cho người sang Thăng Long Đại Việt cống nạp lễ vật. Sang thời nhà Hậu Lê, khoảng những năm Hồng Đức, vua Lê Thánh Tông sai tướng sĩ sang chinh phạt Ai Lao, đánh chiếm và sáp nhập 7 mán sứ Mang Hổ (tức Hổ Phân) vào lãnh thổ Đại Việt. Đất Xiêng Khọ cũng được nhập về theo và trở thành châu Trình Cụ. Đến cuối thời Lê Trung hưng, đất châu Trình Cụ được nhập thêm phần đất thuộc châu Mã Nam (Nam sông Mã), từ trấn Hưng Hóa (tức là vùng Sơn La ngày nay) vào và thành ra quy mô gồm 2 tổng chứa: 45 thôn.
Đến năm đầu Gia Long (khoảng năm 1802), nhà Nguyễn cắt phần đất 7 mán Mang Hổ là: Xa Hổ, Xầm Tộ, Man Soạn, Mang Lan, Trình Cố, Sầm Nưa và Man Xôi, trả cho nước Vạn Tượng. Xiềng Khọ theo đó về lại nước Lào. Nhưmg đến năm Minh Mạng thứ 8 (1827), Vạn Tượng lại bị nước Xiêm La đánh phá. Thổ mục (tù trưởng) của sứ Hổ Phân (7 mán) đến quân thứ (doanh trại) của Kinh lược Đại thần Nguyễn Văn Xuân, xin theo vào lãnh thổ Đại Nam. Vua Minh Mạng thâu nạp 7 mán Hổ Phân (Hủa Phăn) cho lập thành phủ Trấn Biên, và cho phụ thuộc vào xứ (sau là tỉnh) Nghệ An. Nhưng ngay tháng 10 năm 1828, Minh Mạng cho cắt 3 huyện Trình Cố, Sầm Nưa, Man Xôi về Thanh Hóa, lập nên phủ Trấn Man. Quy mô huyện Trình Cố vẫn giữ nguyên 2 tổng như cũ.
Thời Pháp thuộc, Pháp cắt dựa theo hình thế núi sông cắt trả lại huyện Xiềng Khọ cùng toàn bộ phần đất tỉnh Hủa Phăn (phủ Trấn Biên và Trấn Man) về cho xứ Lào thuộc Đông Dương của Pháp. Từ đó Xiềng Kho thuộc đất Lào. Gần đây huyện Xiềng Kho cũ được chia tách thành 3 huyện: Xiêng Kho, Muang Et và Sop Bao.